# سوسك (الرقة)
سوسك قرية سورية تتبع ناحية مركز تل أبيض في منطقة تل أبيض في محافظة الرقة. بلغ عدد سكانها 351 نسمة في عام 2004 حسب إحصاء المكتب المركزي للإحصاء.